# Raïon de Krasny Souline
Le raïon de Krasny Souline (en russe : Красносулинский район, Krasnosoulinski raïon) est une subdivision de l'oblast de Rostov, en Russie. Son centre administratif est Krasny Souline, à 100 km au nord-est de Rostov-sur-le-Don.

## Géographie
Le raïon de Krasny Souline couvre 1 950 km2 et dans l’ouest de l’oblast de Rostov, dans une région marquée par l’industrie minière. À l’ouest le raïon est limitrophe de l’Ukraine.

## Histoire
Le raïon est formé en 1923 et faisait jusqu’en 1924 partie du gouvernement de Donetsk (République socialiste soviétique d'Ukraine). Il existe sous sa forme actuelle depuis 1965.

## Population
La population de ce raïon s'élevait à 76 834 habitants en 2016.

## Subdivisions territoriales
Le raïon comprend trois communautés urbaines et douze communautés rurales :
- Communauté urbaine de Gorny
- Communauté urbaine de Krasny Souline
- Communauté urbaine de Ouglerodovski
- Communauté rurale de Bojkovka
- Communauté rurale de Vladimirovskaïa
- Communauté rurale de Goukovo-Gnilouchevskoïe
- Communauté rurale de Dolotinka
- Communauté rurale de Kisselevo
- Communauté rurale de Kovalevka
- Communauté rurale de Komissarovka
- Communauté rurale de Mikhaïlovka
- Communauté rurale de Proletarka
- Communauté rurale de Sadki
- Communauté rurale de Tabounchtchikovo
- Communauté rurale de Oudarnikovskoïe